# Institut universitaire de technologie de l'Ontario
L'Institut universitaire de technologie de l'Ontario est une université canadienne située à Oshawa (Ontario), au Canada. Il a été fondé en 2002 en vertu de la Loi de 2002 sur l'Institut universitaire de technologie de l'Ontario et a accueilli ses premiers étudiants en 2003, ce qui en fait l'une des plus nouvelles universités au Canada. L'université est également la seule au Canada à imposer l'utilisation d'ordinateurs portatifs à tous les étudiants inscrits aux programmes de premier cycle.
Les membres du corps professoral encouragent également les étudiants à utiliser leurs ordinateurs portatifs pour effectuer leurs travaux, exécuter de la recherche en laboratoire et interagir avec leurs professeurs pendant leurs cours. L'université propose un large éventail de programmes de premier cycle et de cycles supérieurs en sciences, en génie, en santé et en technologie de l'information. Son campus d'environ 160 ha et situé dans la partie nord de la ville d'Oshawa.